# Al Mustafa Riyadh
Al Mustafa Riyadh, född 5 augusti 1975, är en friidrottare från Bahrain. Han deltog vid olympiska sommarspelen 2004.